# Hemagglutinin
Hemagglutinin (HA) hay còn được gọi là heamagglutinin (BE) là glycoprotein kháng nguyên được tìm thấy trên bề mặt của virus cúm (cũng như là những loại vi khuẩn và virus khác) Nó có nhiệm vụ kết nối virus với tế bào chủ. Cái tên "hemagglutinin" có nghĩa là khả năng làm đông tụ (agglutinate) hồng cầu (erythrocytes) trong ống nghiệm của protein (Nelson 2005)